# WWIII
WWIII — тринадцатый полноформатный студийный альбом группы KMFDM, выпущенный в 2003 году лейблом Sanctuary Records. Оформлением обложки занимались Brute! и Саша Конецко.

## Об альбоме
В отличие от прошлых работ группы при записи этого альбома сначала записывались ударные, бас и гитара, а затем шли уже клавишные и семплы (в то время как раньше группа начинала запись с клавишных, а затем уже писалось всё остальное).
В общем лирическом плане альбом является политически направленным, в немалой степени отражая мнение участников о войне в Ираке.

## Список композиций
1. «WWIII» — 4:58
2. «From Here on Out» — 4:03
3. «Blackball» — 5:11
4. «Jihad» — 3:22
5. «Last Things» — 5:05
6. «Pity for the Pious» — 5:51
7. «Stars & Stripes» — 4:00
8. «Bullets, Bombs & Bigotry» — 4:19
9. «Moron» — 5:05
10. «Revenge» — 5:08
11. «Intro» — 4:36

## Участники записи
- Саша Конецко – программирование, семплы, клавишные, вокал (1-5, 7-9, 11),  бас (1, 2, 4, 6, 7, 9, 10)
- Джулз Ходжсон – гитара, программирование (1, 3, 5, 8-11), бас (3, 5, 8), клавишные (1, 5), банджо (1), strings (3), пианино (6, 8), ударные (11)
- Энди Сэлвэй – ударные, вокал (11)
- Лючия Чифарелли – вокал (1-5, 7-11)
- Рэймонд Уоттс – вокал (2, 3, 6-8, 10, 11)
- Билл Рифлин – ударные (11), вокал (11), семплы (4, 10)
- Черил Уилсон – вокал (6, 10)
- Курт Голден – гармоника (8)